# قوم ماد
مادها یا مردم ماد گروهی از مردمان ایرانی باستان بودند که حدود سه-چهار سده پس از شروع زوال شهرهای عصر برنز در فلات ایران، به تدریج وارد این سرزمین شدند. این‌ها بخشی از مردمانی بود که در مهاجرت آریایی‌ها به فلات ایران، شرکت داشتند. مادها به همراه پارس‌ها، پارت‌ها، سکاها و…، در روزگار خود به آریایی مشهور بودند و یکی از قبایل آنان، آری زانتو نام داشت؛ نامی که به معنای «دودمان آریاییان» است.

## منبع شناسی
کتیبه های آشوری و بابلی اطلاعاتی به ما درباره مادها می دهد، ولی منبع اصلی ما درباره مادها، گزارش مورخین یونانی به ویژه هرودوت است.

## اتحادیه قبایل ماد
مطابق منابع کهن آشوری و یونانی و ایرانی در مجموع معلوم می‌گردد که شش طایفهٔ تشکیل‌دهندهٔ اتحاد مادها عبارت بودند از بوسیان، استروکاتیان، بودیان آریزانتیان و مغ‌ها و سرانجام پارتاکانیان. به گزارش هرودوت (کتاب اول بند ۹۶) مادها پانصد سال (۱۲۷۴ ق. م تا ۷۵۴ ق. م) تابع آشوریان بودند. برس مورخ کلدانی به این عقیده بود که مادی‌ها ۲۵۰۰ سال ق. م بابل را تسخیر کردند و ۲۲۴ سال بر بابل حکومت کردند ولی محققان تصور می‌کنند که مردمی از فلات ایران مانند کاسی‌ها بابل را گرفته‌اند و به مناسبت اینکه از طرف غربی فلات ایران به بابل رفته بودند برس این مردم را مادی دانسته‌است.
آنچه از متون آشوری برمی‌آید، آن است که مادها از سدهٔ نهم تا هفتم پیش از میلاد نتوانسته بودند چنان پیشرفتی بیابند که سبب هم‌گرایی و اتحاد و سازمان‌یافتگی قبایل و طوایف پراکندهٔ ماد بر محور یک رهبر و فرمان‌روای برتر و واحد که بتوان وی را پادشاه کل سرزمین‌های مادنشین نامید شده‌باشند. پادشاهان آشور در ضمن لشکرکشی‌های پرشمار خود به قلمرو سکونت مادها، همواره با شمار فراوانی از «شاهان محلی» روبه‌رو بوده‌اند و نه یک پادشاه واحد حاکم بر کل سرزمین‌های مادنشین. بعدها، در سده‌های نهم و هشتم پیش از میلاد، قدرت مادها تا حدی زیادی افزایش یافت و نقش آن‌ها برجسته شد و سرانجام در سدهٔ هفتم پیش از میلاد، سرتاسر غرب ایران و برخی از مناطق نزدیک آن به مادها تعلق یافت؛ بنابراین، مرزهای ماد در طول چند صد سال، به‌تدریج و رفته‌رفته تغییر کرد؛ با این حال، گسترهٔ جغرافیایی دقیق ماد ناشناخته باقی مانده‌است.
به مادها در سال‌نامه‌های آشوری نو از سال ۸۳۶ پیش از میلاد به بعد تا اواخر سوگند فئودالی اسارحدون (۶۷۲ پ. م) اشاره شده‌است، آن‌ها توسط شاهک‌نشین‌های کوچک اداره می‌شدند: پادشاهی مرکزی تأسیس نشده‌بود و اساس چیزهایی که بعداً به دیاکو، قاضی افسانه‌ای نسبت داده شد، هنوز وجود نداشت.

## ریشه قومی
هرودوت مادها را آریایی می‌نامد و می‌گوید در قدیم مادها را آریایی می‌نامیدند. هرودوت در دفتر هفتم بند شصت و دو می‌نویسد:

مادها در ارتش مانند پارسیان مجهز بودند. فرمانده آنها تیگران هخامنشی بود. اینها در زمان قدیم توسط همه مردان آریایی نامیده می‌شدند، اما زمانی که زن کولخیس ماد از آتن در میان آریایی‌ها آمد، نام خود را مانند پارسیان تغییر دادند. این روایت خود مادها از خودشان است. کیسی‌ها در ارتش مانند پارسی‌ها مجهز بودند، اما عمامه بر سر داشتند و کلاه نداشتند. فرمانده آنها آنافس پسر اوتانس بود. هیرکانی‌ها مانند پارس‌ها مسلح بودند. رهبر آنها مگاپانوس بود. که بعداً فرماندار بابل شد.

استرابون اقوام کادوسی، آماردی، تپوری و کرتی را به عنوان اقوام کوهستان نشین ماد یاد می‌کند. استرابون می‌نویسد:

تمام مناطق این کشور به استثنای بخشی به سمت شمال که کوهستانی و ناهموار و سرد است و محل زندگی کوهنشینانی به نام کادوسی (Cadusii) و آماردی (Amardi) و تپوری (Tapyri) و کرتی (Cyrtii) و سایر مردمان دیگراست، حاصلخیز است.

استرابون اعتقاد دارد نواحی تپور و ری و دروازه کاسپین بخشی از سرزمین ماد بود که اشکانیان بر آن سلطه یافتند و می‌نویسد:

مناطقی از کشور پارت، قومس (Comisene) و خوار (Chorene) است و می‌توان گفت کل منطقه‌ای است که تا دروازه کاسپین (Caspian Gates) و ری (Rhagae) و تپوری (Tapyri) گسترش می‌یابد، که قبلاً متعلق به ماد بود.

احمد کسروی در کتاب کاروند از قول استرابون می‌نویسد:

استرابون مورخ یونانی در کتاب جغرافیای خود که دو هزار سال پیش نوشته‌است، اقوام کوه نشین سرزمین ماد را بدینسان نام می‌برد: کرتیان، آماردان، تپوران(طبریان)، کادوسیان.

## جغرافیا

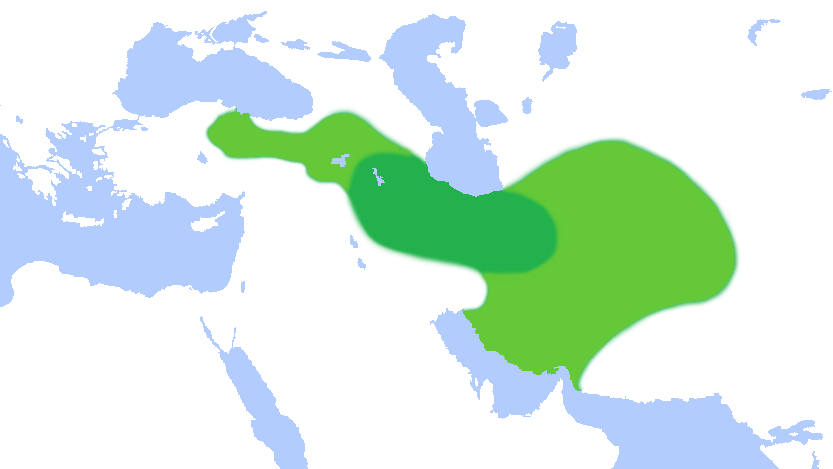
گسترهٔ پادشاهی ماد در سال ۶۰۰ پیش از میلاد.

در پایان هزارهٔ دوم پیش از میلاد، قبیله‌های مادی، استقرار در قلمروی غرب ایران که بعدها ماد نامیده شد را آغاز کردند؛ جایی که در آن زمان نشیمن‌گاه شاهک‌نشین‌های فراوان و گروه‌های قومی و زبانی گوناگونی مانند گوتی‌ها، لولوبی‌ها، کاسی‌ها و هوری‌ها بود. بعدها، در سده‌های نهم و هشتم پیش از میلاد، قدرت مادها تا حدی زیادی افزایش یافت و نقش آن‌ها برجسته شد و سرانجام در سدهٔ هفتم پیش از میلاد، سرتاسر غرب ایران و برخی از مناطق نزدیک آن به مادها تعلق یافت؛ بنابراین، مرزهای ماد در طول چند صد سال، به‌تدریج و رفته‌رفته تغییر کرد؛ با این حال، گسترهٔ جغرافیایی دقیق ماد برای ما ناشناخته باقی مانده‌است.
در دورهٔ نخستین، مرزهای غربی شاهک‌نشین‌های ماد که از یکدیگر مستقل بودند، از مرزهای غربی دشت همدان فراتر نمی‌رفتند. اطلاعات ما دربارهٔ حدود شمالی و شرقی ماد بسیار اندک است. با این حال، سرزمین اصلی ماد، آن‌گونه که آشوری‌ها از اواخر سدهٔ نهم پیش از میلاد تا آغاز سدهٔ هفتم پیش از میلاد آن را می‌شناختند، از سوی شمال به گیزیل بوندا محدود می‌شد که گیزیل بوندا در کوه‌های قافلان‌کوه در شمال دشت همدان قرار داشت؛ از سوی غرب و شمال غرب نیز محدودهٔ آن از دشت همدان فراتر نمی‌رفت و به کوه‌های زاگرس محدود می‌شد، به جز در جنوب غربی که مادها تا دره‌های زاگرس را در اختیار داشتند که این مرز در دامنهٔ کوه‌های گرین واقع شده بود و ماد را از الیپی، پادشاهی‌ای در نواحی پیشه‌کوه به سمت جنوب کرمانشاه، جدا می‌کرد. از سوی جنوب نیز مرز ماد به منطقهٔ ایلامی سیماشکی محدود می‌شد که امروزه با درهٔ خرم‌آباد تطبیق داده می‌شود.
به نظر می‌رسد که قلمروی ماد از سوی شرق و جنوب شرقی به دشت کویر و سرزمین پَتوشَرا (Patušarra) محدود بود؛ سرزمین پتوشرا چنان‌که توسط شاهان آشوری توصیف شده‌است، در حاشیهٔ کویر نمک (احتمالاً دشت کویر) واقع شده بود. رشته کوه نزدیک پتوشرا را آشوریان «بیکنی» می‌نامیدند و از آن با عنوان «رشته کوه لاجورد» یاد می‌کردند. پژوهشگران معمولاً آن را با کوه دماوند که در شمال شرق تهران قرار دارد، برابر می‌دانند. پتوشرا ظاهراً همان منطقه‌ای‌ست که در فارسی میانه به‌صورت پَدشخوار ذکر شده‌است، جایی که در سده‌های میانی استخراج لاجورد از آن گواهی شده‌است. لاجورد که به عنوان خراج به آشوریان پرداخت می‌شد، «به واسطهٔ تجارت با مادی‌های مناطق شرقی به دست می‌آمد.» پتوشرا و کوه بیکنی، احتمالاً دوردست‌ترین قلمرو حکومت مادها بود که آشوری‌ها در طول بزرگ‌ترین توسعهٔ خویش در نیمهٔ دوم سدهٔ هشتم پیش از میلاد و دههٔ نخست سدهٔ هفتم پیش از میلاد، به آن نفوذ کرده بودند. با این حال، لوییس لوین استدلال می‌کند که کوه بیکنی به احتمال زیاد می‌بایست با رشته‌کوه الوند تطبیق داده شود که در غرب همدان قرار دارد؛ این تطبیق توسط استوارت کلیفورد براون و تعدادی دیگر از پژوهشگران مورد قبول واقع شده‌است. اگر تطبیق بیکنی با رشته‌کوه الوند درست باشد، به این معناست که آشوری‌ها هرگز از این کوه‌ها عبور نکردند و همهٔ سرزمین‌های مادی که تسخیر کردند یا برایشان شناخته‌شده بود، در غرب همدان قرار داشت.

## پادشاهی ماد

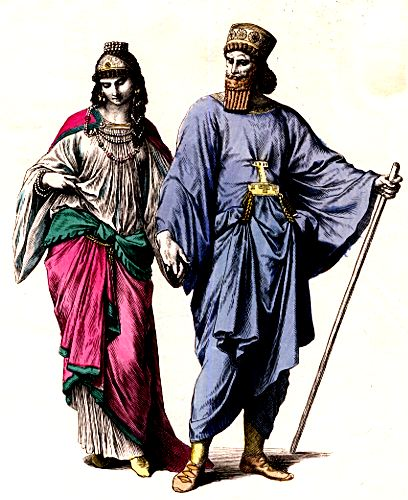
نگاره‌ای از زن و مرد ماد

مادها در سده هفتم پیش از میلاد موفق شدند بتدریج پادشاهی ماد را تشکیل دهند. این پادشاهی حکومتی بود که طی سده‌های میانی هزارهٔ یکم پیش از میلاد، از حدود ۶۷۸ پ.م. تا حدود ۵۴۹ پ.م. بر نواحی غربی و مرکزی فلات ایران حکمرانی می‌کرد. هرچند که دوران پادشاهی شاهان ماد و مدت پادشاهی آن‌ها و نیز ترتیب‌شان مورد مناقشه است، اما به‌گفتهٔ هرودوت، سلسلهٔ مادها شامل چهار شاه بود که به یک خانواده تعلق داشتند و به مدت ۱۵۰ سال فرمانروایی کردند و نام آن‌ها عبارت بود از دیاکو، فرورتیش، هووخشتره و ایشتوویگو. از میان این شاهان، تنها به هووخشتره و ایشتوویگو در متون میخی اشاره شده‌است. با این وجود، پژوهشگران برای یافتن نام دیاکو و پسرش فرورتیش در دیگر منابع مرتبط تلاش کرده‌اند. از این روی، رئیس قبیلهٔ ماننا، دَیائوکو نام داشت که چندین بار در متون آشوری نو (و نیز سال‌نامه‌ها) از دورهٔ سارگون دوم نامش ذکر شده‌است و با دیاکو که هرودوت ذکر کرده‌است، یکی دانسته می‌شود. از او در منابع آشوری به‌عنوان والی ماننا (šaknu) یاد شده‌است که با شاه اورارتو علیه فرمانروای ماننا متحد شده‌بود، اما توسط سارگون اسیر شد و در سال ۷۱۵ پیش از میلاد همراه با خانواده‌اش به سوریه تبعید گردید. او ظاهراً در همان‌جا درگذشت. مادها نقش مهمی در سقوط امپراتوری آشور نو در سال ۶۱۲ پیش از میلاد ایفا کردند. پایان حکومت مادها نیز با وجود افسانه‌هایی که در اطراف کوروش کبیر وجود دارد، همچنان در تاریکی است.

## معماری

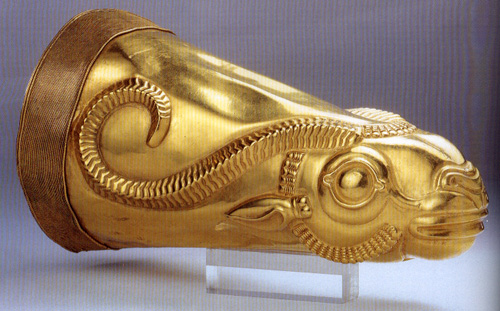
تکوک طلایی بز کوهی هگمتانه از دوران مادها که در هگمتانه کاوش شده و اکنون در موزهٔ ملی ایران نگهداری می‌شود.

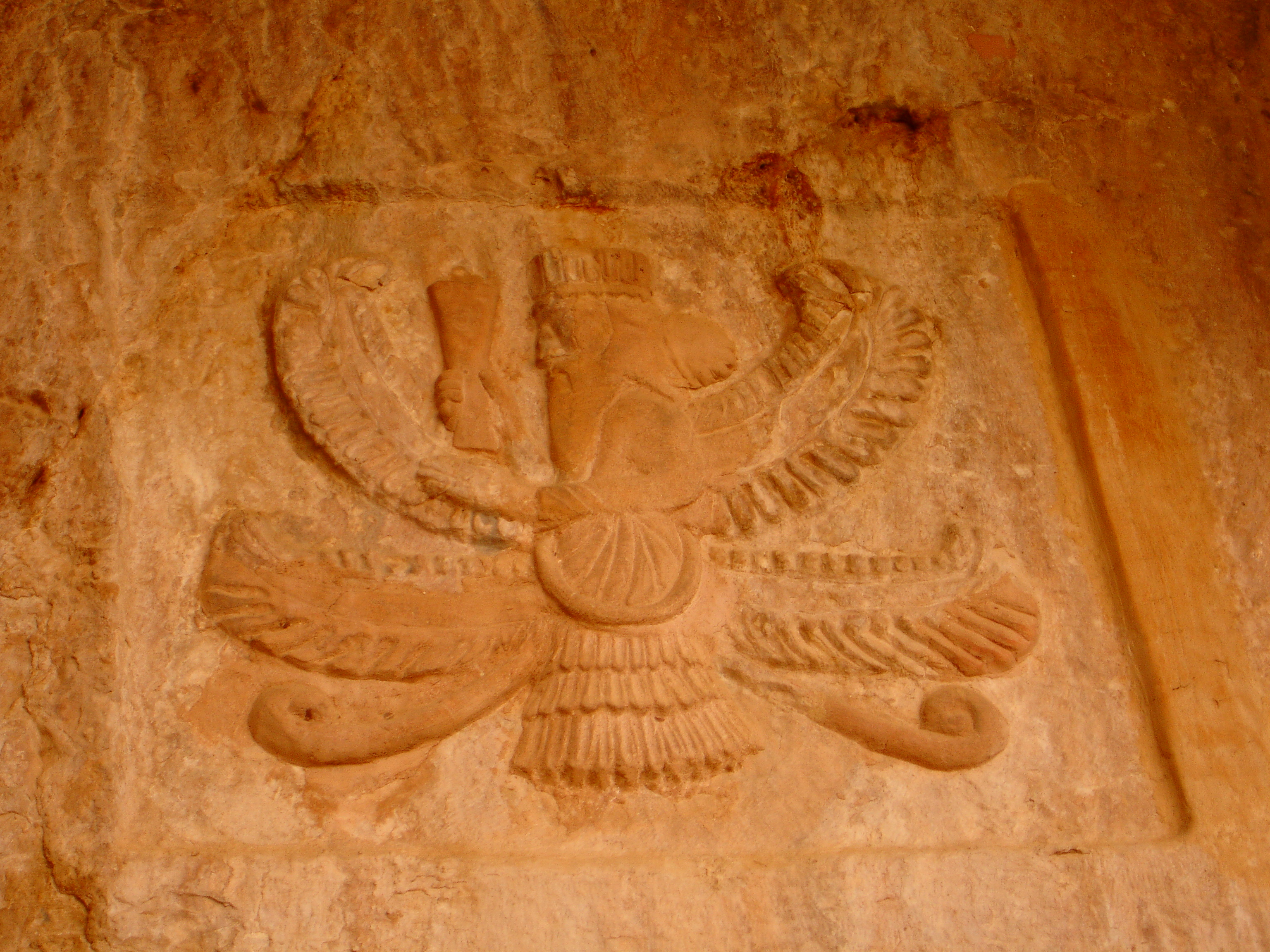
اهورامزدا با چهار بال و برسم در دست؛ در آرامگاه قزقاپان واقع در سلیمانیه عراق از نماد های بجا مانده از دوران ماد هاست

برای بررسی آثار مادها باید به سه سرزمین توجه کنیم: نزدیک جادهٔ قدیم خراسان که در عصر آهن از آن برای تجارت بین شرق و غرب به‌خوبی استفاده می‌شد، بین کرمانشاه و همدان امروزی، پایتخت ماد ماگنای باستان؛ احتمالاً بخش اعظمی از شمال فلات مرکزی ایران نیز از آغاز به مادها تعلق داشت یا در طول حکومت آن‌ها به سرزمین‌های مادی تبدیل شد. این امر می‌تواند آثاری که از کاوش‌های گودین‌تپه در درهٔ کنگاور، نوشیجان در نزدیکی ملایر و شاید سیلک در نزدیکی کاشان و باباجان در شمال لرستان به‌دست آمده‌اند را شامل شود.
این کاوش‌ها و چند بررسی محیطی دیگر، برخی از ویژگی‌های عمومی معماری و سفال‌گری در این منطقه را به ما نشان می‌دهند. تالارهای ستون‌دار گودین‌تپه، باباجان و نوشیجان پیوندی مهم میان معماری پیشامادی (حسنلو ۴) و نیا-هخامنشی برقرار می‌کنند؛ محراب و استحکامات نظامی پاسارگاد منحصر به‌فرد هستند ولی همچنین ممکن است معماری زاگرس در سومین مرحلهٔ عصر آهن نامیده شود، همان‌گونه که سنگ‌نگاره‌های سارگون دوم شاهدی بر آن است.
سفال‌ها تنوع بیش‌تری را نشان می‌دهند. انواع ظروف که نسبتاً از دوران اولیهٔ عصر آهن به‌دست آمده‌اند را می‌توان از یک منطقه با منطقهٔ دیگر مقایسه نمود؛ با این‌حال، ابزارها به‌طور گسترده‌ای با یکدیگر تفاوت دارند، زیورآلات، حکاکی‌شده و رنگ‌آمیزی شده‌اند و با یک فرهنگ همگون، تناسب ندارند. لویس لوین توجه‌مان را به این حقیقت جلب کرده که «گُل‌بند» در پاسارگاد با سکه‌های پساهخامنشی در ارتباط است: به‌نظر می‌رسد که هیچ نمونه‌ای برای نوع رایج سفال‌گری پیشاهخامنشی یا حتی ابتدای دوران هخامنشیان وجود ندارد. سفال خاکستری که اغلب آن را مادی می‌خوانند، نمی‌تواند مادی باشد زیرا از نظر زمانی بسیار کهن‌تر از آن است که بتوان آن را مادی خواند و همچنین از نظر جغرافیایی در نقاطی شمالی‌تر از محدودهٔ جغرافایی مادها یافت شده‌است. ابزارهای رنگ‌آمیزی‌شدهٔ سیلک ب و باباجان، از نظر سبک نقاشی تا حد زیادی به یکدیگر ارتباطی ندارند و شاید محصولات محلی و داخلی از گروه‌های جمعیتی تحت سلطه یا زیر نفوذ دولت ماد باشند.

لوحهٔ برنزی با نوشته‌ای از شاه اَبدَدانَ که پیش از ۱۹۳۰ میلادی توسط ارنست هرتسفلد در همدان کشف شد و اکنون در موزهٔ متروپولیتن نیویورک نگهداری می‌شود.

دربارهٔ هنر تصویری، تاکنون هرچه کاوش باستان‌شناسی انجام شده، آثار به‌دست‌آمده از آن‌ها به‌طور شگفت‌انگیزی اندک، و کیفیت نسبتاً ناامیدکننده‌ای داشته‌اند. دو اثری که احتمالاً مهم‌ترین آثار در این زمینه‌اند را ارنست هرتسفلد در اواخر دههٔ ۱۹۲۰ میلادی در همدان پیدا کرد. نخستینِ آن‌ها فرمانی دربارهٔ خدمات یک تاجر آشوری است به شاه اَبدَدانَ، فرمانروایی کوچکی که در غرب پاسگاه‌های مرزی آشور واقع شده‌بود. این لوح برنزی شخص شاه را با لباسی شبیه به لباس بابلی‌ها در اواخر دورهٔ کاسی‌ها و به‌مانند اینکه گویندهٔ متن است نشان می‌دهد.

لوح آشوری کشف شده در شهر حصن کیفا استان باتمان ترکیه و ذکر نام هووخشتره ماد به عنوان پادشاه به صورت اوبَکیستِری شَر مَتَیَه

پیکره‌های انسانی در سبک‌های مرتبط را می‌توان در مجموعه‌های خصوصی تیردان‌های برنزی آشوری پیدا کرد. تنها شی نوشته‌دار دیگر، مُهری استوانه‌ای است که اکنون از بین‌رفته و مبارزهٔ هیولایی را با یک پهلوان نشان می‌دهد. سبک هر دو صحنه و نوشته‌های آن‌ها به آخرین سبک ایلامی در شوش مرتبط است اما شیوهٔ آرایش موی پهلوان، مانند یکی از نمونه‌های مادی در سنگ‌نگاره‌های کاخ هخامنشی است. جای‌مهر یک مهر استوانه‌ای ناپخته نیز از نوشیجان به‌دست‌آمده که ممکن است نمونه‌ای محلی از نوعی طرح نئوآشوری با موضوع کماندار و مار بزرگ باشد و سر برنزی از دیو آشوریان که به نام پازوزو شناخته می‌شود. در سال ۱۹۸۰ میلادی، از ویرانه‌های نزدیک همدان مُهرهای استوانه‌ای به سبک‌های مختلف میان‌رودانی به‌دست آمد که از میان آن‌ها چند اثر مربوط سدهٔ هشتم و هفتم پیش از میلاد نیز وجود دارد. همهٔ این‌ها تأثیر سنگین تمدن‌ها را نشان می‌دهد ولی هیچ نشانی از هنر راستین مادها نیست.
طرز کار و مهارت محلی مادها، دست کم در ساخت پارچ برنزی دیده می‌شود که قطعات خردشدهٔ آن در سال ۱۹۱۴ میلادی توسط هیئت فرانسوی در ارتفاعات بسیار بالای تپهٔ همدان یافت شد و بازسازی گردید که مهم‌ترین بخش آن امروزه در موزهٔ لوور نگهداری می‌شود. تُنگ‌های برنزی مشابه با همان دستگیره‌ها در اطراف دهانه، در منطقه‌ای که می‌توان آن را با ماد یا بخشی از آن تطبیق داد، کاوش و کشف شده‌اند.
نقاشی معماری در باباجان و نوشیجان را می‌توان با ابزارهای سبک هندسی نه‌چندان پیچیده در سیلک ب مقایسه کرد. علی‌رغم توصیفات هرودوت از ثروت مادها، مخصوصاً پایتخت آن‌ها هگمتانه، تاکنون جستجو برای یافتن آثار درباری به نتایج قانع‌کننده‌ای منجر نشده‌است و حتی گاهی به‌نظر می‌رسد که جستجو به ایجاد تحریف‌هایی نیز انجامیده‌است. در مورد آرامگاه‌های سنگی که ارنست هرتسفلد آن‌ها را به شاهزادگان مستقل ماد نسبت می‌داد، هوبرتوس فون گال استدلال متقاعدکننده‌ای انجام‌داده و آن‌ها را بسیار متأخرتر از آنی می‌داند که هرتسفلد فرض می‌کرد.
از دیگر شاخه‌های هنر ماد، تنها یکی از آن‌ها در خور ذکر است: ریچارد دیوید بارنت استدلال می‌کند که سبک موسوم به سکایی، از مراحل اولیهٔ همین سبک دقیق‌تر به نظر می‌رسد که تقریباً در همان زمان در جنوب روسیه، در شمال اورارتو و در گنجینهٔ زیویه وجود داشته‌اند. در نتیجه، معقول خواهد بود که آن را نیز بخشی از هنر معاصر ماد (اواخر سدهٔ هشتم و هفتم پیش از میلاد) فرض کنیم، مخصوصاً از زمانی که همان شکل‌ها دقیقاً بر روی کالاهای مادی، خنجرها و کلنگ‌ها در دورهٔ هخامنشیان پیاده شدند. با این حال، تاکنون این نظریه نه اثبات‌شده و نه رد شده‌است.
به نظر می‌رسد که هنر تصویری مادها از نظر شیوه‌های نگارش و مُهرسازی، از بابلی‌ها، آشوری‌ها و ایلامی‌ها تأثیر گرفته‌باشد و شاید از نظر استفاده از «سبک حیوانی» از خاور نزدیک یا هرجایی که منشأ این سبک بود، به‌شدت تحت تأثیر قرار گرفته‌بود.

## فرهنگ و هنر

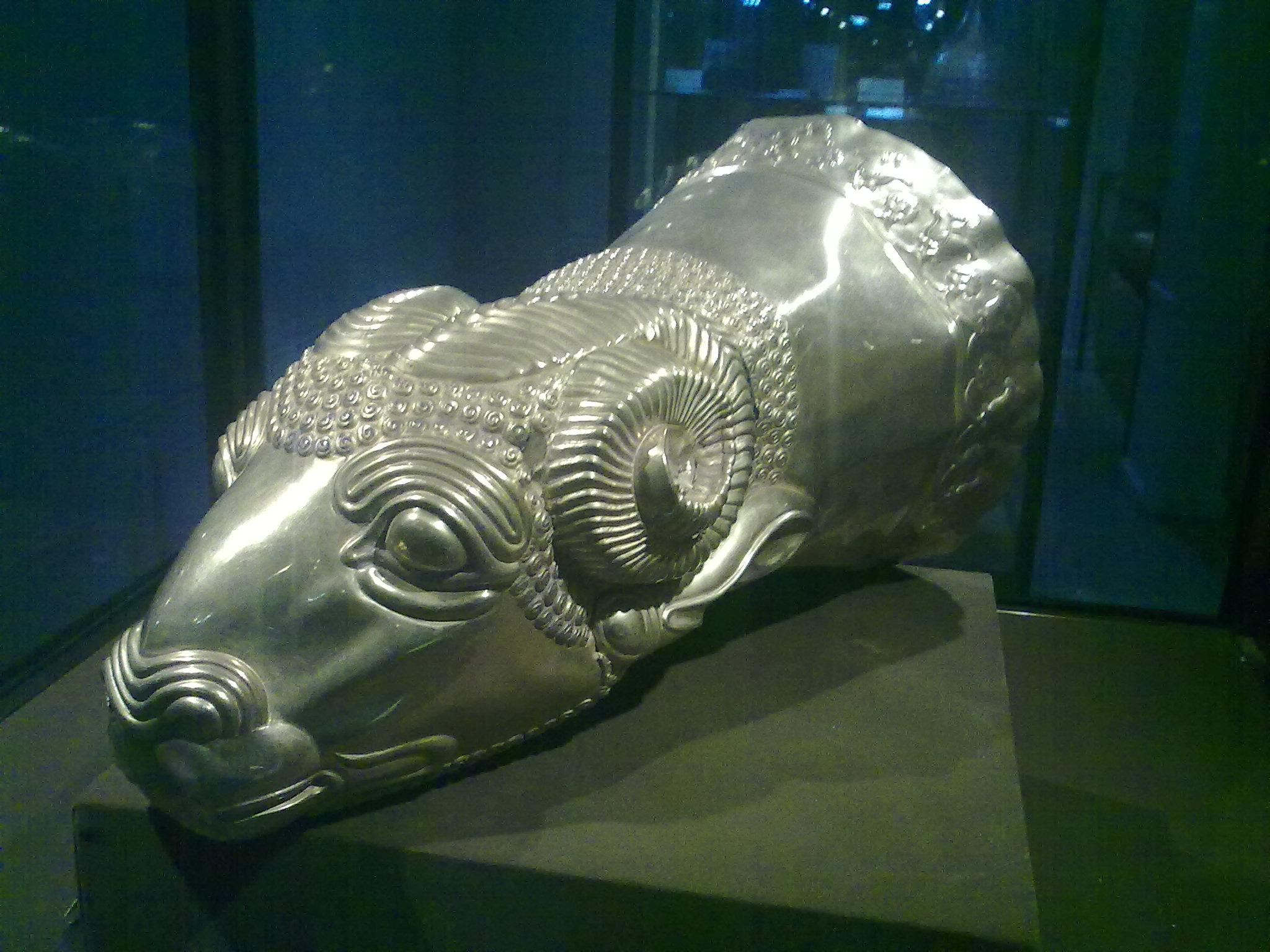
ریتون طلا متعلق به دوران مادها

پیش از قدرت‌گیری هخامنشیان تحت فرمان کوروش بزرگ، بدیهی است که ماد کانون توسعهٔ مادی و معنوی فرهنگ ایرانی بوده‌باشد. با این حال، تاکنون هیچ بایگانی‌ای از ماد پیدا نشده‌است و نمی‌دانیم که آیا مادها سیستم نوشتاری خاص خود را داشتند یا نه. تاکنون تنها یک کتیبه از دوران پیشاهخامنشی (لوحی برنزی) در قلمرو مادها کشف شده‌است. این لوح، کتیبه‌ای میخی است که احتمالاً در سدهٔ هشتم پیش از میلاد به خط اکدی نوشته شده‌است اما در آن به نام‌های مادی اشاره نشده‌است. کتیبه‌ای میخی بر روی قطعه‌ای نقره‌ای در ماد، در تپه نوشیجان یافت شده‌است اما فقط پایان یک نشانه و آغاز علامت بعدی آن سالم مانده‌است. معلوم نیست که آیا مادها از سیستم نوشتاری اکدی استفاده می‌کردند یا نه. اما برخی از پژوهشگران تمایل دارند فرض کنند که خط میخی موسوم به پارسی باستان، در حقیقت خط میخی مادی بوده‌است که بعدها توسط پارس‌ها مورد استفاده قرار گرفت.
هرودوت توصیفی از کاخ دیاکو در هگمتانه ارائه می‌دهد که بنا به‌گفتهٔ او، این مجتمع پادشاهی توسط هفت دیوار متحدالمرکز که هر دیوار داخلی از دیوار بیرونی بلندتر بود و بر آن اشراف داشت بر بلندای تپه‌ای ساخته شده‌بود. کاخ دیاکو و خزانهٔ شاهی در درونی‌ترین دایره قرار داشت. این هفت دیوار، هرکدام به رنگ خاصی تزئین شده که دو دیوار درونی‌تر به‌ترتیب به رنگ‌های نقره‌ای و طلایی بودند. لازم است ذکر شود که در سدهٔ ششم پیش از میلاد، آن‌گونه که سنگ‌نوشته‌های هخامنشیان بیان می‌کنند، زرگران مادی، دیوارهای کاخ شاهی پایتخت امپراتوری هخامنشیان در شوش را آراسته بودند.
با این حال، هنر مادی موضوعی است که در حد حدس و گمان باقی مانده و حتی برخی از پژوهشگران وجود آن را رد می‌کنند. ظاهراً این وضعیت تا زمانی که کاخ‌های شاهانه در هگمتانه مورد کاوش و مطالعه قرار نگیرند، تغییری نخواهد کرد. اسکار وایت موسکارلا توجه کرده که «هیچ نمونه‌ای از هنر و آثار مکشوفهٔ مادی در کاوش‌های باستان‌شناسی شناخته نشده‌است». با این وجود، دیگر پژوهشگران عقیده دارند محوطه‌هایی مانند تپه نوشیجان و گودین‌تپه که در محدودهٔ تاریخی مادها قرار دارند و از نظر زمانی نیز به سدهٔ هشتم و هفتم پیش از میلاد برمی‌گردند، مادی هستند. انتساب باباجان ۳ به مادها نامشخص است.
اگرچه تپه نوشیجان شهری مرکزی نبود، اما به گفتهٔ دیوید استروناخ، این شهر به پُلی مهم میان زنجیرهٔ شواهد و اسناد در مورد ترکیب و توسعهٔ معماری ماد و همچنین ترکیبی از فرهنگ مادی با فرهنگ دیگر تمدن‌های باستانی شرق تبدیل شد. در معماری تپه نوشیجان و گودین‌تپه می‌توان تأثیر و اقتباس مستقیم، هم در جزئیات و هم در شکل کلی معماری و طراحی بنا را از هنر آشوری و اورارتویی ردیابی کرد. برای نمونه، طرح دژها شبیه به نمونهٔ آشوری هستند و شیوه‌های احداث بنا مانند تونل‌های صخره‌ای، استفاده از پنجره‌های کور و مخازن آب نیز اورارتویی است. پیش از این، وجود تالار ستون‌دار در معماری شمال غرب ایران و اورارتو تأیید شده‌بود اما در تپه نوشیجان و گودین‌تپه، اتاق‌های کوچک‌تر مجاور سالن وجود ندارند.

## جامعه و اقتصاد
در حال حاضر، هیچ اطلاعات مستقیمی از نهادهای اجتماعی و سازمان‌های اقتصادی جامعهٔ ماد در دست نداریم. هرودوت اشاره می‌کند که مادها ۶ قبیله بودند که از میان آن‌ها فقط آریزانتیان، به‌معنای «دارای اصل و نسب بیشتر آریایی در مادها» دارای ریشه‌شناسی آشکار ایرانی است، اما در مورد دیگر قبایل تقریباً هیچ اطلاعاتی در دست نداریم. ظاهراً، برخی از عناصر سیستم مدیریتی و اداری مادها که از آشوریان آموخته بودند، تا پس از سقوط آشور نیز در استان‌های مادی ادامه داشت و مادها به تدریج این سیستم اداری را همچون نهادهای سنتی خودشان تصور می‌کردند. یانوش هارماتا کوشید تا منشأ سیستم اداری مادها را ردیابی کند و در این کار، مبنای استدلال‌های خود را عمدتاً بر روی داده‌های زبان‌شناسی قرار داد. وی به این نتیجه رسید که مادها دارای «سازمان اداری بسیار توسعه‌یافته‌ای بودند که پس از آن‌ها نیز این سیستم توسط هخامنشیان مورد استفاده و اقتباس قرار گرفت.» در هر صورت، جایگاه ساتراپ که هخامنشیان از آن استفاده می‌کردند، حتی پیش از ظهور دولت ماد نیز برای تعیین رؤسای مستقل وجود داشته‌است.
آثار ارزشمند باستان‌شناختی به‌دست‌آمده از تپه نوشیجان، گودین‌تپه و دیگر محوطه‌های باستانی و همچنین سنگ‌نگاره‌های آشوری، نشان می‌دهند که در نیمهٔ نخست هزارهٔ یکم پیش از میلاد، سکونت‌گاه‌های شهری در مناطق مختلفی از ماد وجود داشته‌اند که مراکز تولید صنایع دستی و اقتصاد دامداری و کشاورزی اندکی را تشکیل می‌دادند. با قضاوت بر اساس منابع آشوری، شغل اول و اصلی مردم مناطق ماد، پرورش اسب و تولید صنایع دستی بود. آشوریان از مناطق مادی، اسب، گاو، گوسفند، شتر باختری، سنگ لاجورد، برنز، طلا، نقره و دیگر فلزات و همچنین پارچه‌های پشمی و کتانی را به عنوان باج و خراج دریافت می‌کردند.

## دین
آگاهی ما دربارهٔ دین مادها بسیار اندک است. بین سال‌های ۱۹۶۷ تا ۱۹۷۷ میلادی، دیوید استروناخ بنایی که در حدود سال ۷۵۰ پیش از میلاد بنا شده‌بود را کاوش کرد و چنین به نظر می‌رسد که کاربری آن عمدتاً مذهبی بوده‌است. این سازه که در تپه نوشیجان، در حدود ۶۰ کیلومتری جنوب همدان قرار دارد، بر روی تخته سنگی به ارتفاع ۳۰ متر بنا شده‌است و شامل «نیایش‌گاه مرکزی»، «نیایش‌گاه غربی»، «دژ» و «تالار ستون‌دار» است که توسط دیواری آجری محصور شده‌است. نیایش‌گاه مرکزی به‌شکل بُرجی با محراب داخلی سه‌گوش بود. مساحت زمین آن ۱۱×۷ متر و دیوارهایش ۸ متر ارتفاع دارند. در نزدیکی گوشهٔ غربی محراب، آتشگاه پله‌داری کشف شد که از خشت و گل ساخته شده‌بود. چنان‌که می‌دانیم، آیین مذهبی آتش، میراث مشترک و رایج در بین اقوام هندوایرانی بود و نیایش‌گاه تپه نوشیجان، کهن‌ترین ساختمان از این نوع در ایران است که می‌شناسیم.

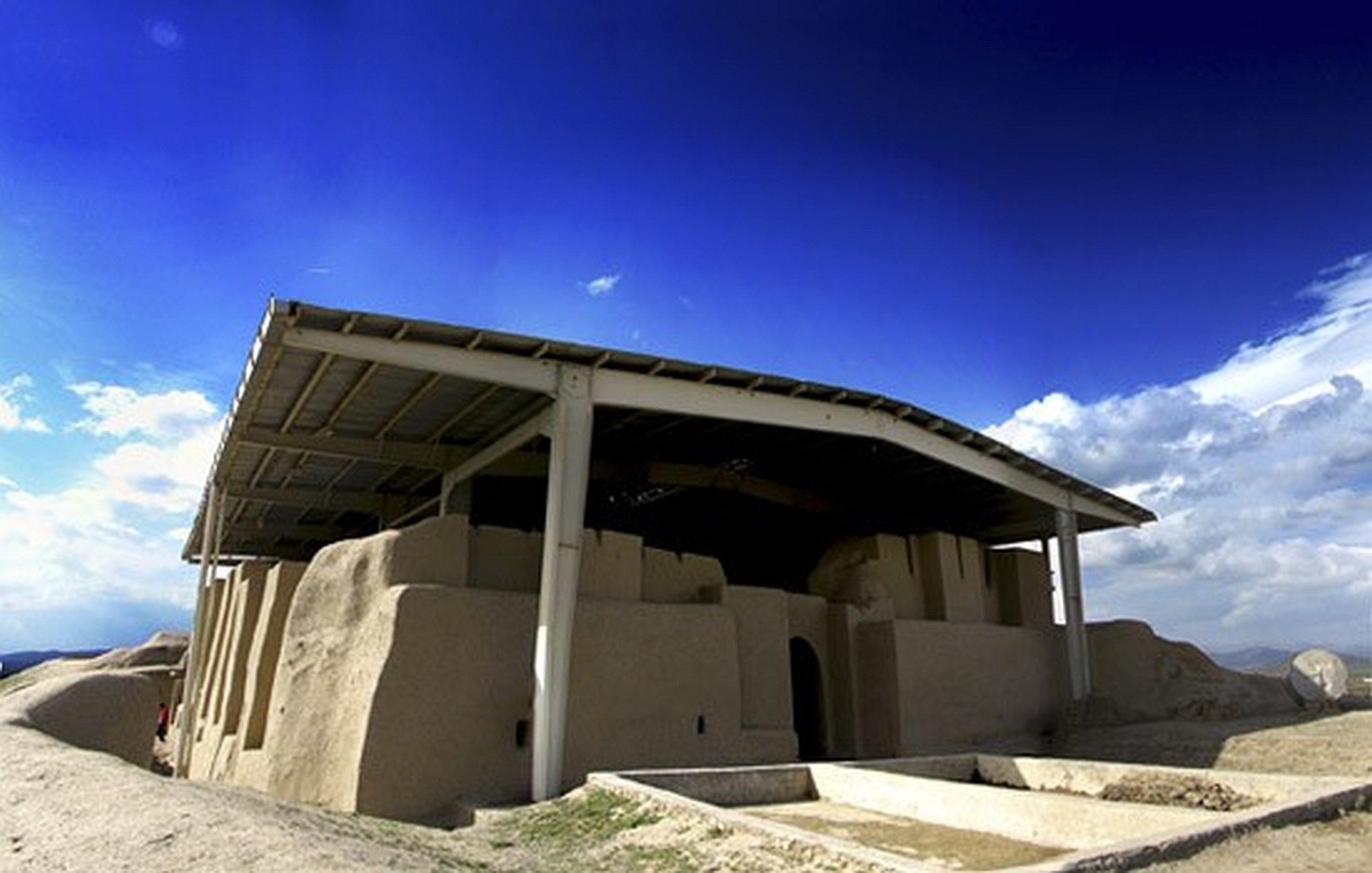
آتشکدهٔ نوشیجان در نزدیکی ملایر

دیگر اطلاعات‌مان دربارهٔ دین مادها، عمدتاً بر پایهٔ کتاب تواریخ هرودوت و نام افراد مادی است. به‌گفتهٔ هرودوت، «مُغ‌ها» قبیله‌ای مادی بودند که روحانیون را نه‌تنها برای مادها که برای پارس‌ها نیز فراهم می‌کردند؛ بنابراین، آن‌ها طبقه‌ای روحانی را تشکیل می‌دادند که وظیفه‌شان از پدر به پسر منتقل می‌شد. افزون بر این، آن‌ها در دربار ایشتوویگو، به‌عنوان مشاور، پیشگو و تعبیرکنندهٔ خواب ایفای نقش می‌کردند؛ بنابراین، ظاهراً مغ‌ها در دربار آخرین شاه ماد نقش مهمی را بازی می‌کردند. دربارهٔ نام شخصی مادها، متون آشوری متعلق به سده‌های نهم و هشتم پیش از میلاد، شامل نمونه‌هایی است که بخش اصلی آن‌ها به هر دو زبان پارسی باستان و اوستایی شباهت دارد: واژهٔ هندوایرانی اَرتَ (اوستایی: اَشا؛ هندوایرانی: رتا به‌معنای «راستی») یا با نام‌های تئوفوریک با مَژدَکُ و حتی نام اهورامزدا پیوستگی دارند.
نویسندگان کلاسیک، متفق‌القول از مغ‌ها به‌عنوان روحانیون زرتشتی یاد کرده‌اند و دیاکونوف چنین پنداشته است که «ایشتوویگو و حتی شاید هووخشتره، دینی را پذیرفته بودند که از آموزه‌های زرتشت الهام گرفته شده‌بود. (هرچند که این دین قطعاً با آموزه‌های پادشاه یکسان نبود)». با این حال، اکثر پژوهشگران با این دیدگاه موافق نیستند. مری بویس حتی چنین استدلال می‌کند که وجود مغ‌ها در ماد با آداب و رسوم و شیوه‌های پرستش خاص خودشان، مانع از تبلیغ مذهبی زرتشتیان آن‌جا بود. به‌احتمال قوی، نوعی از مزداگرایی با آداب و رسوم رایج هندوایرانی در اوایل سدهٔ هشتم پیش از میلاد در ماد شایع شد که با ویژگی‌های خاص آیین زرتشتی ناسازگار بود، در حالی که دین اصلاح‌شده توسط زرتشت تنها در نیمهٔ نخست سدهٔ ششم پیش از میلاد، تحت فرمانروایی آخرین شاهان ماد در غرب ایران شروع به گسترش کرد.
به‌عقیدهٔ نیبرگ چنین بنظر می‌رسد که دین ماد باستان یک دین ابتدایی مزدایی باشد. در ماد یک مزداپرست را مَزْدَیزنَه (mazdayazna) می‌خواندند که از صورت اوستایی آن مَزْدیسنَه (mazdayasna) آشکارا جدا می‌شود. آنان در دیرین‌ترین زمان، مجموعه‌ای از خدایان را که با آریایی‌ها میتانی همانندگی بسیار باید داشته‌باشند، می‌پرستیدند.در کتاب شرفنامه مهروی دین مادها "مه بدینی" ذکر شده است و تاریخ دین مهان ذکر شده است

## پوشش

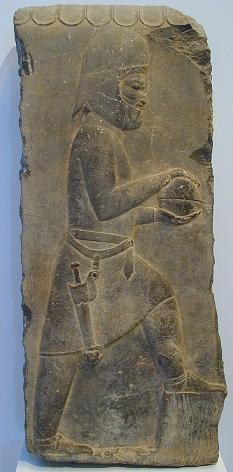
یک مادی بر دیوار کاخ خشایارشا در تخت جمشید که لباس مادی بر تن کرده‌است.

یک مادی بر دیوار کاخ سارگون در خُرس‌آباد که لباس مادی بر تن دارد

اطلاعات مربوط به پوشش مردم در دورهٔ مادها، عمدتاً منحصر به لباس‌های مردان است که این اطلاعات شامل دو دسته از منابعند: گزارش‌هایی که از نویسندگان کلاسیک ثبت شده‌است و آثار باستانی. این دسته که شامل آثار با ارزش باستانی‌اند را می‌توان به پنج دسته تقسیم کرد:
1. سنگ‌نگاره‌های داریوش یکم (۵۲۱–۴۸۶ پ. م) در بیستون.
2. پیکره‌های نمایندگان ۳۰ ملتی که تحت امپراتوری هخامنشیان بودند (شکل ۴۶) و بر آرامگاه داریوش یکم در نقش رستم در نزدیکی تخت جمشید کنده شده‌اند و همین نقوش توسط جانشینان وی نیز تکرار شده‌است. هویت پیکره‌های نقش رستم با سنگ‌نوشتهٔ برجای‌مانده از آرامگاه داریوش یکم شناسایی شدند.
3. معماری منحصر به فرد تخت جمشید (به‌ویژه پلکان شرقی آپادانا) که جنگجویان، بزرگان و نمایندگان ملل مختلف امپراتوری هخامنشیان را نشان می‌دهد؛ آثار خشتی-لعابی شوش و تخت جمشید که سربازها را در لباس‌های نظامی متفاوت نشان می‌دهد و پیکره‌های کنده‌شده بر تندیس مصری داریوش در شوش، که هم‌اینک در موزهٔ ایران باستان در تهران نگهداری می‌شود.
4. نقوش متنوع، به‌ویژه هنرهای دستی: گلدان‌های یونانی، مسکوکات مصری معاصر، مهرهای «یونانی-ایرانی»، نقاشی‌ها، به‌ویژه آن‌دسته که در آرامگاه کارابورون یکم در نزدیکی المالی، استان پیشین لیسیه در جنوب غربی ترکیه کشف شده‌است. مجسمه‌ها، به‌ویژه آن دسته که از صیدا و لیسیه به دست آمده‌است، «گنجینهٔ جیحون» و مهم‌تر از همه، صحنه‌های نبرد و شکار که بر روی تابوت سنگی منسوب به اسکندر واقع در صیدا (کمی پس از ۳۲۰ پ. م) کنده شده‌است و موزاییک اسکندر واقع در کف معبد فون در پُمپئی (سدهٔ اول پ. م تقریباً هم‌دوره با تابوت سنگی اسکندر، برگرفته از یک نقاشی هلندی)

تاریخ فرهنگ ماد را می‌توان به دو دوره تقسیم کرد؛ یکی مربوط به دوران متقدم ماد و قبل از استقرار سلطهٔ کیش مُغان و دورهٔ دوم مربوط به زمان مُغان. مرز میان این دوره پایان قرن هفتم قبل از میلاد است. زندگی مردم نقاط دوردست غربی ظاهراً تحت تأثیر رسوم بابلیان قرار گرفته بود؛ مثلاً در مورد لباس چنین بوده‌است. در سمت شرقی جبال زاگرس لباسی که لولوبیان در هزارهٔ سوم قبل از میلاد می‌پوشیدند معمول بوده‌است: روی نیم تنه (پیراهنی آستین کوتاه-زانو) پوستی افکنده، بر شانهٔ چپ استوار می‌ساختند و گاهی پوست را از زیر کمربند رد می‌کردند. مردم ثروتمند پوست یوزپلنگ و مستمندان پوست گوسفند به کار می‌بردند. لباس مانائیان و دیگر قبایل اتحادیهٔ ماد و خود مادیها همین گونه بوده‌است. این رسم، یعنی افکندن پوست گوسفند بر شانه، تا به امروز نیز در میان شبانان کوهستانی آذربایجان و کردستان محفوظ مانده‌است. موها را با نواری سرخ می‌بستند و ریش را می‌زدند. در تصاویر آشوری کلاه بلند نمدی یا تاج — که به زبان یونانی تیار نامیده می‌شود و مخصوص ساکنان ماد بوده — دیده نمی‌شود ولی چون کلاه مزبور هم در هزارهٔ سوم قبل از میلاد و هم در عصر هخامنشیان (قرن‌های ۴ و ۶ قبل از میلاد) متداول بوده بی شک در دوران مورد نظر نیز مرسوم بوده‌است. پاپوش مردم ماد موزه‌های نرم و نوک برگشته بود.
لباس ساکنان ماد شرقی؛ پیراهنی گشاد (ساراپیس) با آستین‌های بلند و شلواری گشاد و چین دار، که در واقع دامن درازی بود که میان دو پا جمع کرده بودند، بالاپوشی کوتاه از پارچهٔ رنگارنگ یا کارزده از پشم بود. این نوع لباس را باشلقی که بر سر می‌کشیدند تکمیل می‌کرد.
ادیث پرادا تأکید می‌کند که «در کُل، در هنر خاور نزدیک، تفاوت میان مردم غالباً بر اساس پوشاک آن‌ها مشخص می‌شد». مردان باستانی خاور نزدیک به پوشیدن لباس‌های گُشاد و آزاد، متشکل از دامن‌های چین‌دار، تن‌پوش‌های رویی پیچیده‌شده به دور بدن و تُنیک علاقه داشتند. احتمالاً در انتهای هزارهٔ دوم پیش از میلاد، ایرانیان مهاجر که در اوراسیا، جایی که آب و هوای متغیری زیادی داشته و زندگی به گله‌داری و استفاده از از اسب، به‌ویژه برای جنگ‌ها وابسته بود، لباسی با خود به درون ایران آورده باشند که در مسکن اولیه‌شان شکل گرفته بود. این لباس شامل کلاهی بلند، نیم‌تنه و شلوار چرمی تنگ و چسبان، بالاپوشی آستین‌بلند و چکمه می‌گردید.
ایرانی‌ها پیراهن چین‌دار خاور نزدیک را پذیرفته و آن را اصلاح کردند و به آن سربند و کلاه شیاردار بلندی که احتمالاً از سربند پَردار آشوری اقتباس شده بود، افزودند. از این رو گاهی پژوهشگران این سبک را «جامهٔ پارسی» و لباس برگرفته از آسیای میانه را «جامهٔ مادی» می‌نامند. این نام‌ها همیشه دقیق نیستند، با این حال هرودوت گواهی می‌دهد که «پارسیان» برحسب عادت، لباس «مادها» را می‌پوشیدند.

## زبان مادی
زبان مادی یک زبان هندواروپایی و زبان مادها بوده‌است که به‌همراه زبان‌های سکایی، اوستایی و پارسی باستان از جمله زبان‌های باستانی ایرانی محسوب می‌شوند. هیچ سندی در دست نیست که بتوان با آن صحت زبان مادی را تأیید کرد. اما زبان‌شناسان، با استفاده از ساختار کلمات و علم واژه‌شناسی، کلماتی در متون کتیبه‌های پارسی باستان، ایلامی و بابلی که با گرامر زبان خود سازگار نیست را شناسایی کردند و آن را در دسته‌بندی زبان مادی قرار دادند؛ برای نمونه در کتیبه‌های پارسی باستان واژه‌هایی دیده می‌شوند که برخلاف قواعد آوایی پارسی باستان است، که این واژه‌ها را باید مادی دانست.
اینکه تا چه اندازه، واژه‌ها و نام‌هایی را (که داده‌های ریشه‌شناختی آن‌ها را به‌درستی نمی‌توان از لحاظ معنایی و منطقی پذیرفت) که در روایات فرعی یونانی، ایلامی، بابلی و غیرهٔ دوران هخامنشی ثبت شده‌اند، تنها برپایهٔ معیارهای زبانی، ازجمله sp, z مادی و مانند آن، به‌طور قطع مادی دانست، قابل تصمیم‌گیری است، اما نام‌های پادشاه‌های محلی ماد از زاگرس و جای‌نام‌های مربوط که در منابع آشوری از زمان شلمنصر سوم (میانهٔ سدهٔ نهم پ. م) ذکر شده، استثناست.
ویژگی بارز زبان مادی با این شیوه به‌خوبی دریافتنی نیست: hv ایرانی> f مادی همانند havarnah ایرانی (xvarənah اوستایی) farnah مادی «فر» (که از سده‌های نهم و هشتم پ. م در نام اشخاص دیده شده‌است)، به‌تازگی کاملاً مادی بودن آن مردود دانسته شده یا این‌که باید جزو یکی از گویش‌های گوناگونِ مادی به‌شمار آید. مایرهوفر، تنها تعدادی واژه درزمینهٔ اصطلاحات حقوقی، سپاهی‌گری و نام‌های خاص از قلمرو پادشاهی هخامنشی را مادی دانسته‌است. درعین‌حال، اشمیت دربارهٔ برخی از آن‌ها تردید دارد؛ برای مثال، xšāyaθiya به‌معنی شاه، دارای /θiy/ (به‌جای /ti/ ایرانی> /šiy/ پارسی باستان) نیست، بلکه بیشتر thii هندوایرانی> /θiy/ پارسی باستان است، و بنابراین، لزوماً نباید مادی شمرده شود.

### ادبیات مادی
هیچ اثر مکتوبی از زبان مادی در دست نیست و مشخص نیست که این زبان اصولاً به رشتهٔ تحریر درآمده یا نه؛ اما از اشاراتی که در نوشته‌های مورخان یونانی نظیر کتسیاس، دینون و هرودوت به داستان‌ها، قصه‌ها و اشعار این دوره شده‌است، رد ادبیات روایی و سینه به سینه این دوره را می‌توان پی گرفت. برای نمونه، عشق استریانگایوس به زرینا، ملکهٔ سکاها و ناکام ماندن وی و داستان غنایی «زریادرس و اداتیس» را می‌توان نام برد که در مآخذ متعددی دیده می‌شود که به نظر مری بویس اصل مادی دارد و بعدها به‌صورت داستان گشتاسپ و کتایون در شاهنامه بازتاب یافته‌است. از دیگر آثار ادبی مادی می‌توان از داستان‌های حماسیِ مادی یاد کرد که به پایه‌گذاری دولت ماد انجامیده و در آثار کتسیاس نقل شده‌است.
به‌گفتهٔ هرودوت، در زمان پادشاهی دیاکو، دعاوی‌ای را که می‌نوشتند، نزد وی می‌فرستادند. سپس او دربارهٔ آنچه نزدش آورده شده‌بود، داوری می‌کرد و داوری‌هایش را بازپس می‌فرستاد. تنها شاهد مستقیمی که نشان می‌دهد مادها خط را می‌شناختند، تکه‌ای سیمین است که در تپهٔ نوشیجان کشف شده و بخش‌هایی از دو نشانهٔ خط میخی بر آن به‌جا مانده‌است، اما شناسایی نوع خط میخی و زبان آن ناممکن است. به باور دیاکونف، خط میخی پارسی باستان (خطی که برای کتیبه‌هایشان به‌کار می‌بردند)، در اصل نوآوری مادها بوده، درحالی‌که رودیگر اشمیت احتمال می‌دهد مادها از خط میخی آشوری بهره می‌بردند.
کتاب مقدس (کتاب عزرا، باب ۶، آیهٔ ۲) نیز روایت می‌کند که در زمان داریوش یکم هخامنشی، طوماری در کاخ اکباتان در سرزمین ماد یافت شد که فرمان‌هایی بر آن نوشته شده بود. از این شاهد نیز نمی‌توان دریافت که زبان این طومار مادی بوده‌است.

## مادها در شاهنشاهی هخامنشی

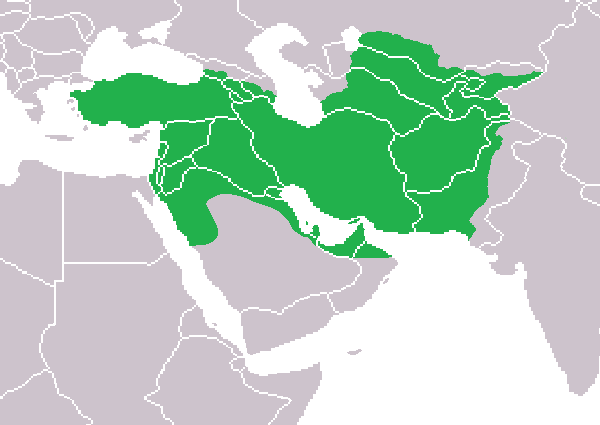
وسعت شاهنشاهی کوروش بزرگ

به نظر می‌رسد که کوروش پادشاهی ماد را منسوخ نکرد، او و جانشینانش، عنوان‌های رسمی شاهان ماد و سیستم مدیریتی آن‌ها را پذیرفتند. در شاهنشاهی هخامنشی، ماد موقعیتش را به عنوان دومین استان بعد از پارس به دست آورد. اشراف‌زادگان مادی در همان جایگاهشان در حکومت کوروش و جانشینانش (به رغم شورش علیه داریوش یکم در ۵۲۱ پ.م. توسط گوبریاس باقی ماندند. اولین حکمران بابل بعد از فتح توسط پارس‌ها، یک مادی بود. در گاهشماری نبونئید، او به عنوان «حکمران دیار گوتیم» گواهی داده شده‌است که بابل را به‌دست آورده‌است. در اول هزارهٔ پ.م. گوتیم نام ماد، یا حداقل، قسمت غربی‌اش بود. همچنین ذکر شده که علاوه بر پارسی‌ها و ایلامی‌ها، مادی‌ها هم در گارد جاویدان ۱۰ هزار نفری هخامنشی خدمت می‌کردند.
یهودیان، یونانیان و مصریان، و دیگر مردم‌های دنیای باستان، پارس‌ها را مادی خواندند و حکومت پارس‌ها را ادامهٔ ماد شمردند. به استناد برخی مدارک بابلی که بعد از فتح میانرودان توسط پارس‌ها، نوشته شده‌است، خیلی از مادها در مقام‌های عالی‌رتبه استانی، افسران نظامی، سربازهای سلطنتی، در بابل اشتغال داشتند. به علاوه، به نظر می‌رسد که مادها در بابل و دیگر شهرهای بزرگ به عنوان افراد خصوصی زندگی می‌کردند. اسناد میخی همچنین تأیید می‌کنند که تاجرهای بابلی با داد و ستدهای مختلفی در اکباتان و دیگر شهرهای مبادرت می‌ورزیدند.
کوروش پس از تسخیر سرزمین ماد، رسماً خود را فرمانروای ماد خواند و لقب شاهان ماد را به خود اختصاص داد: «شاه ماد (شاه بزرگ، شاه شاهان، شاه سرزمین‌ها)». اما در عمل، سرزمین ماد توسط یک فرماندار پارسی اداره می‌شد. گرچه هرودوت در بخش‌های پژوهشی کارهایش با کمال دقت بین آداب و رسوم مادها و پارس‌ها تفاوت قائل می‌شود، ولی در فصولی که به افسانه‌ها و داستان‌ها می‌پردازد، شیوه‌های این را با یکدیگر مخلوط می‌کند و درهم می‌آمیزد. تئوگنیس و سیمونید و سایر شاعران یونانی نیز پارسی‌ها را اهل ماد خواندند.

### مادها در نبردهای هخامنشیان
مادها در نبرد هخامنشیان و یونانیان شرکت داشتند و به همراه کادوسیان و سکاها در یک جناح قرار داشتند و تحت فرماندهی آتروپات بودند. آریان مورخ یونانی ترکیب سپاه هخامنشی در جنگ گوگمل را چنین آورده‌است: باختری‌ها، سغدی‌ها و هندی‌های مجاور باختر به فرماندهیی بسوس والی باختر بودند. ساک‌ها که از سکاهای آسیایی و مستقلند ولی متحد داریوش می‌باشند و تحت فرماندهی ماباسس هستند. هندی‌های کوهستان تحت فرماندهی برسائت والی رخج بودند.
سوارهای پارتی، هیرکانی و تپوری تحت فرماندهی فراتافرن بودند. مادی‌ها، کادوسی‌ها و سکاها تحت فرماندهی آتروپات بودند. سکنه دریای سرخ را اُرُن‌توبات و آریوبرزن و اکسی‌نِس اداره می‌کردند. بر شوشی‌ها و اوکسیان اُگزاتر پسر آبولیتاس ریاست داشت و بر بابلی‌ها، سی‌تاکیان و بر کاریان، بوپار ریاست داشت. ارمنی‌ها به سرداری اُرونت و میثروس‌تِس بودند و کاپادوکی‌ها به سرداری آری‌آرسِس بودند و سل سوریان و بین‌النهرینی‌ها به فرماندهی مازه والی بابل بودند.
آریان در مورد آرایش جنگی چنین آورده‌است: در جناح چپ سواره نظام غربی و دهایی و رخجی صف بسته بودند و نزدیک آن سواره نظام و پیاده‌نظام پارسی که با هم مخلوط بودند. در جناح راست سل سوریان، اهالی میانرودان، مادی‌ها، پارتی‌ها، سکاها و پس از آن تپوری‌ها و هیرکانی‌ها ایستاده بودند. در قلب، داریوش با تمام خانواده و نجبای ایران قرار گرفته بود و هندی‌ها و کاریان و آناپاست‌ها و تیراندازان آمارد در اطراف او بودند.